# Mo Qing
Mo Qing (莫慶S, Mò QìngP, Mo Ch'ingW, traslitterato anche Mok Hing; 1889 – 1985) è stato un calciatore cinese, di ruolo centrocampista.

## Biografia
Mo fu educato nelle università di Oxford ed Hong Kong. Rappresentò Hong Kong sia nel cricket che nel calcio, essendo uno dei promotori della South China Athletic Association e allenando il Chinese Universities British Association Football Team. Ad Hong Kong svolse anche l'attività di agente di cambio.
È stato due volte presidente della Federazione calcistica di Hong Kong, dal 1960 al 1964 e dal 1965 al 1966.

## Calciatore

### Club
Mo è stato, nel 1908, uno dei soci fondatori del sodalizio sportivo di Hong Kong South China, nato come Chinese Football Team, militandovi nella sezione calcistica.

### Nazionale
Mo ha giocato nella rappresentativa della Cina nel torneo calcistico dei primi giochi dell'Estremo Oriente, nei quali affrontò la selezione delle Filippine, formata interamente dai giocatori del Bohemian Sporting Club, che però contrariamente da quanto affermato dal regolamento schierava in squadra calciatori britannici, spagnoli e statunitensi. L'incontro si concluse con l'affermazione dei filippini per 2-1.

## Statistiche

### Cronologia presenze e reti in nazionale
| Cronologia completa delle presenze e delle reti in nazionale ― Repubblica di Cina | Cronologia completa delle presenze e delle reti in nazionale ― Repubblica di Cina | Cronologia completa delle presenze e delle reti in nazionale ― Repubblica di Cina | Cronologia completa delle presenze e delle reti in nazionale ― Repubblica di Cina | Cronologia completa delle presenze e delle reti in nazionale ― Repubblica di Cina | Cronologia completa delle presenze e delle reti in nazionale ― Repubblica di Cina | Cronologia completa delle presenze e delle reti in nazionale ― Repubblica di Cina | Cronologia completa delle presenze e delle reti in nazionale ― Repubblica di Cina |
| Data                                                                              | Città                                                                             | In casa                                                                           | Risultato                                                                         | Ospiti                                                                            | Competizione                                                                      | Reti                                                                              | Note                                                                              |
| --------------------------------------------------------------------------------- | --------------------------------------------------------------------------------- | --------------------------------------------------------------------------------- | --------------------------------------------------------------------------------- | --------------------------------------------------------------------------------- | --------------------------------------------------------------------------------- | --------------------------------------------------------------------------------- | --------------------------------------------------------------------------------- |
| 04/02/1913                                                                        | Manila                                                                            | Filippine                                                                         | 2 – 1                                                                             | Repubblica di Cina                                                                | I Campionato dei Giochi dell'Estremo Oriente                                      | -                                                                                 |                                                                                   |
| Totale                                                                            |                                                                                   | Presenze                                                                          | 1                                                                                 |                                                                                   | Reti                                                                              | ?                                                                                 |                                                                                   |